# Åkerriddarsporresläktet
Åkerriddarsporresläktet (Consolida) är ett växtsläkte i familjen ranunkelväxter med omkring 40 arter från Europa, Afrika och västra Asien. Några arter odlas som ettåriga trädgårdsväxter i Sverige och säljs även som snittblommor. Åkerriddarsporrar är giftiga .